# Wolperbach
Der Wolperbach ist ein knapp drei Kilometer langer linker Zufluss der Kinzig im Main-Kinzig-Kreis im hessischen Spessart.

## Geographie

### Verlauf
Der Wolperbach entspringt westlich von Weiperz. 
Er durchfließt den Ort in nordöstliche Richtung, knickt dann nach Norden ab und mündet nordwestlich von Sterbfritz in die erst 2 km lange, oft wasserärmere Kinzig.
Der 2,9 km lange Lauf des Wolperbachs endet ungefähr 90 Höhenmeter unterhalb seiner Quelle, er hat somit ein mittleres Sohlgefälle von etwa 31 ‰.

### Zuflüsse
- Rettgrundgraben (rechts), 1,2 km
- Galgengraben[3] (Armesbach[4]) [GKZ 247811144] (rechts), 0,6 km

### Flusssystem Kinzig
- Fließgewässer im Flusssystem Kinzig